# La farfalla sul mirino
La farfalla sul mirino (殺しの烙印?, Koroshi no rakuin) è un film del 1967 diretto da Seijun Suzuki.
Il film, del genere giapponese yakuza, prodotto dalla Nikkatsu, uscì in coppia con Hana o kuu mushi diretto da Shōgorō Nishimura. La storia vede protagonista un killer professionista che, innamoratosi di una misteriosa donna, accetta di svolgere per conto di essa una missione impossibile; una volta fallita la missione, i due dovranno vedersela con il famigerato killer numero 1, assunto per ucciderli.
I produttori del film erano fermamente contrari alla sceneggiatura scritta dal regista, ricca di elementi satirici e anarchici che rendevano la pellicola unica nel suo genere e completamente diversa dalle altre precedentemente dirette dallo stesso Suzuki.
Inizialmente, il film fu un fiasco, sia commerciale che di critica, e la casa di produzione decise di licenziare Suzuki, reo di aver fatto un film senza senso e di nessun profitto. Suzuki avviò una causa - una delle più controverse nella storia dell'industria cinematografica giapponese - contro la Nikkatsu Company, ma venne inserito nella lista nera delle personalità più scomode e non poté girare film per dieci anni. Questa decisione nei suoi confronti aumentò notevolmente la sua popolarità e fece di Suzuki un eroe della controcultura. Nonostante tutto, il film venne "riabilitato" a partire dagli anni '80, tanto da venire ormai considerato un cult movie; tuttora, critici e fan di tutto il mondo lo considerano un capolavoro dell'assurdo. Ha influenzato registi come Quentin Tarantino, Chan-wook Park, John Woo e Jim Jarmusch ed è stato omaggiato in molti film successivi.
34 anni dopo, Suzuki dirigerà Pistol Opera, uno spin-off del film prodotto nuovamente dalla Nikkatsu, la quale ha anche dedicato al regista due retrospettive in onore alla sua carriera.
Nel 2022 la pellicola vince il premio al miglior film restaurato nella sezione "Venezia Classici" della 79ª Mostra internazionale d'arte cinematografica di Venezia.

## Trama
Goro Hanada, il killer Numero 3 del Giappone e sua moglie Mami, arrivati a Tokyo in aereo, incontrano Kasuga, un killer riciclatosi come tassista. Kasuga, ansioso di tornare al suo "lavoro" originario, riesce a convincere Hanada ad assisterlo in una missione organizzata dal boss mafioso Michihiko Yabuhara. Il compito dei due killer è proteggere un cliente del boss nel tragitto tra Sagami Beach e Nagano. Dopo l'accordo tra i tre, Yabuhara riesce a sedurre la moglie dell'ignaro Hanada. I due killer nel frattempo raggiungono l'auto designata per la missione, ma all'interno del suo bagagliaio trovano un cadavere; liberatisi del corpo, caricano il cliente e si mettono in viaggio. Però, durante il tragitto, cadono in un'imboscata, organizzata da diversi uomini e capeggiata dai killer Numero 2 e Numero 4. Kasuga, in preda ad una crisi isterica accentuata dal suo alcolismo, si espone troppo e diviene un bersaglio del killer Numero 4; i due finiranno con l'uccidersi a vicenda. Hanada invece riesce a mettere in salvo il cliente dopo aver sterminato diversi sicari, tra cui anche il killer Numero 2. All'improvviso si presenta, davanti agli occhi del protagonista, Misako, una donna misteriosa che lo porta in salvo sulla sua automobile, sotto una pioggia torrenziale. Giunto a casa, Goro avrà un lungo rapporto sessuale con la moglie e si dedicherà alla sua ossessione più viscerale: annusare il riso bollito.
In seguito Yabuhara assume nuovamente Hanada per uccidere quattro uomini, di cui i primi tre sono: il custode di un ufficio, un medico oculista e un ricettatore di gioielli. Terminata con successo la missione, egli fugge su una piccola mongolfiera. Alla sua porta di casa appare Misako e lo convince a compiere l'impossibile missione di uccidere uno straniero in un lasso di tempo di una frazione di secondo. La missione infatti fallisce, perché Hanada, a causa di una farfalla che si era posata sul mirino del suo fucile, colpisce a morte la persona sbagliata. Una volta in fuga, Misako gli dice che per lui è finita, non solo perderà il suo rank, ma verrà ucciso secondo le regole del loro lavoro. Tornato a casa, Hanada decide di fuggire all'estero, ma la moglie gli spara e dà fuoco alla loro abitazione. L'uomo, salvatosi dalla morte perché il proiettile ha colpito la sua cintura, riesce a darsi alla fuga e viene tratto nuovamente in salvo da Misako che lo conduce al suo appartamento. Qui Hanada, comprende di essere innamorato di Misako e dopo qualche schermaglia, ha un rapporto sessuale con lei. Uscito di casa, e in stato confusionale, girovaga per le vie della città. Il giorno dopo trova sua moglie al club di Yabuhara e, compreso il doppio gioco di Mami, Hanada si vendica del tradimento uccidendo sia lei che il boss, freddati con un colpo di pistola.
Tornato a casa di Misako, trova un proiettore che sta trasmettendo immagini della ragazza sottoposta a torture; nel video viene spiegato che la salvezza di Misako dipenderà dalla presenza di Hanada il giorno dopo al porto, luogo in cui verrà ucciso. Egli decide di presentarsi ma, invece di soccombere alla legge della mafia, uccide tutti i sicari tranne uno, il quale si rivela essere il Numero 1, il misterioso cliente scortato da Hanada all'inizio del film e al quale ora è stato commissionato l'omicidio di Hanada stesso. Goro si barrica nell'appartamento di Misako ma Il Fantasma (così è soprannominato il Numero 1) lo tiene in scacco sottoponendolo ad un estenuante gioco psicologico. I due, ormai esausti, si troveranno faccia a faccia nella casa, convivendo per alcuni giorni allo scopo di studiare l'uno le mosse dell'altro. Il Fantasma dopo qualche giorno sparisce improvvisamente, lasciando scritto ad Hanada che lo scontro finale fra loro avverrà in una palestra; un ring per la boxe sarà il teatro del conflitto tra i due killer. Goro non manca all'appuntamento e riesce ad uccidere l'avversario; ridotto in fin di vita si autoproclama il nuovo Numero 1, ma a causa del buio non riconosce Misako, che liberata, anche se mutilata, ha raggiunto la palestra, e la uccide. Il film termina con Hanada che crolla morente oltre le corde del ring.

## Personaggi
- Goro Hanada: il killer Numero 3, un assassino con una passione feticista per l'odore del riso bollito. La Yakuza lo assume per diverse missioni finché una farfalla, posatasi sul mirino del suo fucile, provoca il fallimento del suo ultimo lavoro e porterà il killer sull'orlo del baratro dell'alcolismo e della paranoia.
- Il killer Numero 1: il leggendario assassino la cui esistenza diviene - all'interno del film - oggetto di alcuni dibattiti. La Yakuza affida a lui il compito di eliminare Hanada, dapprima intrappolandolo nell'appartamento di Misako, poi convivendo con lui, infine affrontandolo in uno scontro mortale in una palestra.
- Michihiko Yabuhara: il boss della Yakuza che assume Hanada e ne seduce la moglie. Dopo aver scoperto che un'operazione da lui organizzata su un traffico di diamanti non è andata a buon fine, ordina a Hanada di "punire" i colpevoli; la missione non viene portata a termine e incarica i suoi sicari di uccidere il killer. La sua ultima apparizione nel film avviene sull'uscio della casa di Hanada, il quale lo uccide con un colpo di pistola alla testa.
- Misako Nakajo: la femme fatale con una passione per le farfalle morte e per gli uccelli. Trae in salvo Hanada durante la prima missione, allontanandosi con lui sotto una pioggia scrosciante. Agli ordini di Yabuhara, viene incaricata di assassinare un misterioso forestiero. Si innamora di Hanada e viene catturata ed usata come esca dal Numero 1.
- Mami Hanada: la moglie di Goro, abituata a girare nuda per casa. Dopo aver fatto conoscere suo marito a Yabuhara, intrattiene una relazione segreta con il boss che la spinge ad uccidere Hanada, pagando a caro prezzo il fallimento della missione.
- Gihei Kasuga: un ex killer sprofondato nell'abisso del alcolismo. Partecipa ad una missione suicida con Hanada e le sue continue crisi isteriche lo porteranno ad un fatale esaurimento nervoso.

## Produzione

### Regia
Come molti altri Yakuza movie dell'epoca, La farfalla sul mirino è stato influenzato dalla serie di James Bond e dai noir americani, ma a caratterizzarlo è una notevole componente satirica nei loro confronti ed evidenti richiami alla pop art e al kabuki. Queste particolarità lo rendevano un film di elevata diversità ed unico nel suo genere, totalmente differente dai film precedenti di Suzuki, irradiato da una raffinata estetica gotica ed una colonna sonora insolita. Il risultato finale è stato descritto come un connubio di surrealismo, assurdismo, avanguardia, divenendo uno dei simboli della new wave giapponese, sebbene il fine principale del regista fosse realizzare un film vicino il più possibile al genere di intrattenimento. Gli stilemi delle influenze di richiamo divengono oggetto di satira e sbeffeggiati in tutto il film:
- Nei noir americani, gli eroi e gli antieroi puntano ad essere i migliori nel loro campo, mentre nel film i killer sono classificati in base ad una graduatoria dei migliori tra loro[13];
- La femme fatale - personaggio tipico dei noir - Misako, non solo adesca e tenta di uccidere il protagonista, ma è ossessionata lei stessa dalla morte, visto che presenta manie suicide ed ha la predilezione per gli insetti morti[8][14].
- La mania del riso di Hanada è il suo "marchio di fabbrica", una caratteristica presente in molti personaggi di quel periodo, tra cui James Bond ma qui ne viene accentuato il suo lato perverso. L'ossessione di Hanada per il riso bollito può considerarsi un po' come la celebre frase di Bond agitato, non mescolato[13].

Il film affronta, a partire dalla scena iniziale nel club, i sottogeneri più disparati, dalla pulsione - argomento di molti romanzi - , ai thriller gotici americani, fino allo slapstick. Però, l'oggetto di satira maggiormente colpito dal regista è l'industria cinematografica giapponese. Lo scrittore Stephen Teo vedeva la relazione antagonistica tra Hanada e il killer Numero 1 analoga al rapporto tra il regista e Kyusaku Hori, il boss della Nikkatsu, reo di aver criticato Suzuki, già nei due anni precedenti, per il suo cambiamento di stile. Teo cita in quest'ottica le scene in cui il Numero 1 dorme con gli occhi aperti e si urina addosso, caratteri distintivi di chi vuole diventare il numero uno (Hori appunto).

### Sceneggiatura
Poco prima dell'inizio delle riprese, il presidente della compagnia Kyusaku Hori giudicò inappropriata la sceneggiatura e incaricò il regista di riscriverla, nonostante il suo disappunto. Suzuki riscrisse così il copione, avvalendosi dell'aiuto di Takeo Kimura e di sei assistenti di regia, tra cui anche Atsushi Yamatoya (futuro interprete del killer Numero 4); la loro collaborazione in questo film venne in seguito ribattezzata Gruppo degli otto,.
Suzuki non usava mai gli storyboard; optò così per fare affidamento su alcune idee che gli erano venute in mente la sera prima delle riprese. Era del parere sia che il regista dovesse essere l'unico a sapere dello sviluppo della storia, sia che fossero le ispirazioni improvvise a generare il film. Un esempio di queste ispirazioni è l'abitudine di Hanada di annusare l'odore del riso bollito. Suzuki spiego infatti che il protagonista doveva rappresentare la quintessenza del killer giapponese, 

### Cast
La Nikkatsu era convinta che questa pellicola sarebbe potuta essere il trampolino di lancio per Joe Shishido e diede a lui il ruolo del protagonista. Dopo aver interpretato diversi melodrammi prodotti dalla Nikkatsu, nel 1956 era ricorso ad un intervento di chirurgia plastica, accrescendo le dimensioni delle sue guance. Grazie a questa metamorfosi facciale, ottenne in seguito diversi ruoli di successo da cattivo. Shishido aveva già preso parte a diverse pellicole di Suzuki, ma fu il ruolo in questo film a dargli fama in Giappone. Il film sancì la prima scena di nudo dell'attore. Originariamente Suzuki voleva, per il ruolo della protagonista femminile, Kiwako Taichi, un'attrice emergente che si era formata nella compagnia teatrale Bungakuza, ma lei scelse di partecipare ad un altro film. Venne così scelta Annu Mari, già interprete di alcuni musical della Nikkatsu. Al tempo del film, l'attrice soffriva di manie suicide e leggendo la sceneggiatura rimase profondamente attratta dal personaggio di Misako. In merito a ciò, disse: 
Per il ruolo della moglie di Hanada venne scelta Mariko Ogawa, alla sua prima esperienza con la Nikkatsu, in quanto nessuna delle attrici sotto contratto era disposta a girare le scene di nudo previste dal copione.

### Riprese
La Nikkatsu Company aveva concepito La farfalla sul mirino come un hitman film (un sottogenere degli Yakuza movie) a basso costo. Per la produzione del film vennero stabiliti: una settimana di pre-produzione, 25 giorni di riprese, 3 giorni per la post-produzione. Il costo totale venne calcolato in circa 20 milioni di yen. Suzuki ha elogiato Shishido per aver reso le scene d'azione il più realistiche possibili. Suzuki lasciò agli attori un ampio margine di improvvisazione, lasciando loro interpretare i propri ruoli come meglio se lo sentivano di fare. Per le scene di nudo, gli attori coinvolti indossavano - secondo le regole della censura dell'epoca - dei maebari (stralci di tessuto) oppure degli adesivi, che venivano applicati sui loro genitali.

### Montaggio
Il montaggio del film venne eseguito in un solo giorno, in quanto Suzuki era solito girare esclusivamente il materiale necessario; questa pratica l'aveva acquisita durante il suo trascorso da assistente di regia nella società cinematografica Shochiku, imparando ad utilizzare le pellicole che erano rimaste dopo la fine della guerra. La post-produzione venne ultimata il 14 giugno 1967, il giorno prima dell'uscita del film. Il film fu girato in un bianco e nero Nikkatsuscope (sinonimo di CinemaScope) con un aspect ratio di 2,35:1. Sapendo che il formato dell'immagine non avrebbe dato ai movimenti dei personaggi l'effetto dinamico voluto, il regista riuscì a rimediare al problema utilizzando riflettori ed effetti di chiaroscuro per creare ansia e suspense. In fase di montaggio, Suzuki si concentrò sull'abbandono della continuità tra le scene, favorendo continui salti temporali e di luogo allo scopo di rendere il film più interessante.

## Colonna sonora
A partire dal 23 febbraio 2007, la casa di produzione Think ha messo in commercio una serie di CD chiamata Cine Jazz di cui fanno parte, oltre a La farfalla sul mirino, alcune colonne sonore dei film d'azione della Nikkatsu degli anni '60.

## Distribuzione

### Titolo
Il film è conosciuto in Italia anche con il titolo alternativo Il marchio dell'assassino, ovvero la traduzione letterale dell'originale Koroshi no rakuin, facente riferimento al tatuaggio che i sicari esibiscono prima di colpire il nemico.

### Edizioni home video
La prima edizione in VHS del film venne messa in commercio il 10 febbraio 1987, mentre una seconda edizione il 10 giugno 1994; in entrambe le versioni, la censura oscurò tutte le scene di nudo. Soltanto con l'avvento dell'edizione DVD del film, pubblicata dalla Nikkatsu il 26 ottobre 2001 e presentata in una delle serate della retrospettiva Style to Kill, lo si è potuto vedere nella versione "incensurata". Nel DVD erano inclusi: un'intervista a Seijun Suzuki, due a Joe Shishido, una photo gallery di Annu Mari, i trailer originali di questo e di altri film del regista. In occasione del 50º anniversario del debutto alla regia di Suzuki, il film è stato incluso nel primo di due cofanetti (ognuno composto da sei film) usciti il 1º ottobre 2006; tutti e sei i film presentano nei contenuti speciali diverse interviste al regista, ad Annu Mari ed all'assistente alla regia Masami Kuzu.
La prima edizione per gli USA risale ai primi anni '90 ed era possibile acquistarla - nella versione originale con i sottotitoli in inglese - nel negozio Kim's Video a New York; il film faceva parte di una collana creata da John Zorn ed intitolata Dark of the Sun, una specie di omaggio al "lato oscuro" del cinema orientale.The Criterion Collection distribuì dapprima l'edizione laser disc nel 1998, poi il DVD il 23 febbraio 1999; entrambe contenevano un'intervista a Suzuki, una poster gallery dei film di Shishido e il commento di John Zorn. La Home Vision Cinema ha pubblicato il formato VHS il 16 giugno 2000; entrambe le compagnie hanno messo in commercio, nelle stesse edizioni, anche Tokyo Drifter. Nel Regno Unito, la Second Sight Films ha pubblicato sia la versione in DVD (25 febbraio 2002), sia quella in VHS (11 marzo 2002). Per la Yume Pictures è uscito il 26 febbraio 2007 una versione DVD (facente parte di una collana dedicata a Suzuki) con un'intervista di 36 minuti al regista, il trailer e il commento di Tony Rayns. Per la Madman Entertainment è uscito il DVD provvisto di trailer e photo gallery ed è stato distribuito in Australia e Nuova Zelanda a partire dal 2 maggio 2007. In Italia il DVD circola in un'edizione con l'audio italiano pubblicata dalla Cecchi Gori Group a partire dal 2008. In occasione del suo 50º anniversario, CG Entertainment ha lanciato una campagna crowdfunding per pubblicare la Special Edition del film in un cofanetto da collezione in sole 500 copie.

## Accoglienza
La farfalla sul mirino uscii nei cinema del Giappone il 15 giugno 1967  in coppia con Hana o kuu mushi di Nishimura Shogoro. I due film vennero accolti in maniera negativa sia dalla critica sia dal pubblico; la rivista Kinema Junpo scrisse che i due film vennero visti da meno di 2000 persone ad Asakusa e Shinjuku e da 500 spettatori a Yurakucho nel secondo giorno di programmazione. Shishido e Yamatoya Atsushi dissero in seguito di aver assistito alla proiezione del film in cinema semideserti, lo stesso 15 giugno. Il critico Iijima Koichi scrisse per conto del giornale Eiga Geijutsu: "la donna pensa solo a comprare pellicce di visone ed avere rapporti sessuali, l'uomo è un assassino con la passione per il riso bollito. Tutto il film è pura confusione. Non si può andare al cinema per poi uscirne confusi."

### La reazione della Nikkatsu
La Nikkatsu e Suzuki vennero accusati di aver fatto uno dei tanti film che istigavano i giovani alla ribellione ed all'anarchia. Queste considerazioni fecero avere a Suzuki un grande seguito ma provocarono inevitabilmente le ire del boss degli studios Kyusaku Hori. Il 25 aprile 1968 Suzuki ricevette una telefonata in cui la segreteria della Nikkatsu gli annunciò che non avrebbe percepito quel mese il suo stipendio. Il giorno dopo, due amici del regista ebbero un incontro con Hori, il quale ebbe a dire: 

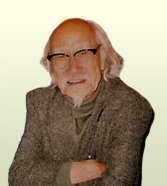
Seijun Suzuki

Kazuko Kawakita, fondatore del Cineclub Study Group, stava pensando di includere La farfalla sul mirino in una retrospettiva dedicata a Suzuki ma Hori impedì l'iniziativa ritirando dalla circolazione tutte le copie del film. Il regista, supportato dal cineclub, da diversi gruppi studenteschi e da alcuni registi, chiamò in giudizio la Nikkatsu per via del suo licenziamento. Durante il processo che durò circa 3 anni e mezzo, Suzuki venne visto come una sorta di capro espiatorio per la crisi finanziaria della Nikkatsu e riuscì a trovare un accordo economico con la compagnia sulla base di circa un milione di yen, solo una piccola parte di ciò che aveva reclamato il regista come buonuscita. In un altro accordo, venne stabilito che La farfalla sul mirino ed Elegia della lotta (film di Suzuki del 1966) sarebbero stati donati dalla Nikkatsu al Tokyo National Museum of Modern Art. L'esito finale della disputa fece di Suzuki una leggenda del mondo del cinema giapponese; tutti i suoi film vennero proiettati con grandissimo successo in diverse rassegne e cineforum, a Tokyo e dintorni. Nel frattempo però, Suzuki venne inserito, da tutte le major del cinema nipponico, in una sorta di lista nera che gli impedì di girare film fino al 1977, anno in cui tornò al cinema con A Tale of Sorrow and Sadness, 10 anni dopo La farfalla sul mirino. In questo lungo arco di tempo, egli non rimase inattivo, ma si dedicò alla scrittura di libri d'essai e lavorò a diversi progetti televisivi.

### Critica
Per La farfalla sul mirino negli anni 80 si aprirono le porte del successo internazionale; infatti in molti festival vennero create delle retrospettive (complete o parziali) in omaggio a Suzuki e verso la fine degli anni 90 vennero pubblicate le prime edizioni Home video del film. Si guadagnò in poco tempo la reputazione di film culto e quella del film meno convenzionale prodotto dalla Nikkatsu. È stato acclamato come un capolavoro da critici cinematografici come Chuck Stephens, dal musicista Chris D., dal compositore John Zorn e dal regista Quentin Tarantino. Suzuki venne visto come una sorta di "Samuel Fuller delirante" mentre il critico e scrittore Tony Rayns notò come Suzuki, con questo straordinario thriller, si fosse burlato di tutti i cliché del cinema yakuza e della censura giapponese, accostando il film, per il suo aspro erotismo, a La signora di Shanghai. In un articolo sul magazine Rolling Stone del 1992, Jim Jarmusch elogiò il film descrivendolo come "la più strana e perversa 'hitman story' della storia del cinema". Jasper Sharp scrisse per il Midnight Eye «un film meraviglioso e sanguinario e indiscutibilmente la vetta dello stile eclettico del regista».
Comunque, il vero significato del film resta sfuggente ai più; Sharp aggiunse: «ad essere onesti non è il più accessibile dei film ed a coloro che non hanno familiarietà con lo stile dissidente e frammentario di Suzuki saranno necessarie almeno un paio di visioni prima di poterne comprendere la trama». Secondo Zorn «La trama e l'impianto narrativo sono invasi da follia, musica e sensualità». L'esperto in storia del cinema giapponese Donald Richie etichettò così il film: «un'anarchica ed inventiva storia di gangster.». David Chute ammise di trovarlo incomprensibile, Rayns disse «Probabilmente la rottura con la Nikkatsu era inevitabile, anche perché non riesco ad immaginare fino a che punto si sarebbe potuto spingere Suzuki dopo questo film. Dopo altri 10 anni, nell'aprile 2001 Suzuki e la Nikkatsu si sono riuniti al teatro Shinjuku a Tokyo per una retrospettiva chiamata Style to Kill, in cui sono stati proiettati 28 film del regista, tra cui anche La farfalla sul mirino. Suzuki ha fatto la sua comparsa all'evento accompagnato da Annu Mari; anche Joe Shishido ha preso parte alla manifestazione, partecipando ad una serie di dibattiti su alcuni dei film trasmessi. L'anno seguente, la Tanomi Company ha messo in vendita Joe the Ace, un'action figure (in edizione limitata e in scala 1/6) basata sul personaggio interpretato da Shishido nel film e completa di un bollitore per riso in miniatura. Nel 2006 durante il 19º Tokyo International Film Festival, la Nikkatsu ha celebrato il 50º anniversario del debutto alla regia di Suzuki con il Seijun Suzuki 48 Film Challenge, una retrospettiva completa di tutti i suoi film; il regista si è presentato nuovamente in compagnia di Annu Mari.

## Influenza culturale
Riconosciuto come uno dei più influenti film di Suzuki, La farfalla sul mirino è stato fonte d'ispirazione per registi come John Woo, Chan-wook Park, Jim Jarmusch e Quentin Tarantino. Jarmusch lo considera, insieme a Frank Costello faccia d'angelo, il suo film preferito nel genere 'hitman' ed ha ringraziato Suzuki nei titoli di coda del suo film Ghost Dog - Il codice del samurai; in questo film Jarmusch ha infatti ripreso la scena in cui il killer uccide il suo bersaglio sparandogli attraverso il tubo del lavandino. Lo stesso regista ha poi fatto vedere il suo film a Suzuki quando i due tempo dopo si sono incontrati a Tokyo. I critici hanno notato come sia Wong Kar-wai con il film Angeli perduti, sia Johnnie To con Fulltime Killer abbiano risentito dell'influenza de la farfalla sul mirino. In Giappone, Takeshi Kitano l'ha omaggiato nel suo Getting Any? (la premessa del film vede i killer in lotta per diventare il numero uno nel loro ranking), mentre nel film di Sabu Postman Blues del 1997, un personaggio si chiama Hitman Joe Anche la saga animata Lupin III ha risentito dell'influenza di questo e di altri film di Suzuki; lo stesso regista ha diretto nel 1985 il film d'animazione Lupin III - La leggenda dell'oro di Babilonia Il licenziamento di Suzuki e il conseguente insorgere di gruppi di studenti hanno portato inoltre alla creazione di molti film appartenenti al circuito underground, un genere finalizzato ad opporsi alle più grandi major del cinema giapponese di allora.

## Sequel
34 anni dopo La farfalla sul mirino, Suzuki ha diretto Pistol Opera, una sorta di seguito/rifacimento prodotto dalla Shochiku e nuovamente dalla Nikkatsu. Il personaggio di Goro Hanada ricompare nelle vesti del mentore del killer Numero 3, interpretato da Makiko Esumi; nonostante le insistenze di Suzuki che voleva nuovamente Joe Shishido per il ruolo di Hanada, il produttore del film Satoru Ogura scelse di dare il ruolo a Mikijiro Hira. Questo film ricevette dalla critica pressoché lo stesso trattamento del suo predecessore, tanto che Jonathan Rosenbaum ebbe a dire: «Posso definire "capolavoro" un film che non sono riuscito a capire?»

## Riconoscimenti
- 2022 - Mostra internazionale d'arte cinematografica
  - Venezia Classici - Miglior film restaurato